# 宮入バルブ製作所
株式会社宮入バルブ製作所（みやいりバルブせいさくしょ）は、LPガス容器用等のバルブメーカー。

## 概要
LPG容器用のバルブ（弁）の製造大手である。その他、自動車搭載用ボンベのバルブ、化学装置用バルブ、工場用バルブ、液体・気体貯蔵用設備・バルブ等を製造している。その他インターネット集中監視システムによる容器・バルブ監視システム運営なども行っている。

### 経営権の混乱
経営権を巡る争いが数度生じており、法廷に持ち込まれたケースもある。これらはいずれも第三者割当増資絡みの問題であり、会社法判例研究上重要な判例とされ、発生順（第1次、第2次、第3次）あるいは発生年（昭和63年、平成元年、平成16年）を付して区別されている。

#### 対「高橋産業」
高橋久雄の率いる高橋産業（高橋久雄社長）との間で経営権争いが勃発。
宮入側は高橋側の株式50％取得に対し、株主総会直前に第三者割当の新株発行を取締役会で決議。これに対し高橋産業は、高橋側の支配権比率を低下させることが目的であり、著しく不公正な発行（商法280条の10）であるとして新株発行差止の仮処分を裁判所に申請した。裁判所は金融機関への返済や競合他社よりも古い設備の更新に必要であるとして、これを認めなかった（東京地裁決定昭和63年12月2日、判例時報1302号146頁、第1次宮入バルブ事件）。
高橋産業はこれに屈せず、さらに宮入バルブ株を約47%まで買い増したが、宮入バルブは再び第三者割当の新株発行を取締役会で決議。高橋産業は有利発行であるにもかかわらず株主総会決議を経ていないとして新株発行の差止め仮処分を裁判所に申請した。しかし、当時の日本証券業協会の自主ルールに従い、発行価額が直近6ヶ月の平均株価の90%に設定されていたことを理由に、東京地裁は有利発行ではないと判断。申請を却下した（東京地裁決定平成元年9月5日、平成元年(ヨ)第2080号、判例時報1323号48頁、第2次宮入バルブ事件）。

#### 対「松佳」
2002年6月頃から株式の買収が始まり、2003年11月には松佳（現在のバナーズ）・投資家の畑崎広敏らのグループによる大量保有が大量保有報告書により明らかとなった。2004年初頭に松佳側より経営参画を求めるも、当時の宮入バルブ製作所経営陣がこれを受諾せず、2004年4月には松佳側が株主提案権を行使して取締役5名選任案を提出。同年6月の株主総会で5名が選任された直後の取締役会で社長解任の動議が出された（否決）。
同年5月18日に770万株を第三者割り当て増資することを宮入バルブ製作所が発表。発行価額は393円としたが、増資を決議した前日の市場の終値は1010円であり、これを松佳側が「発行価額が商法上の特に有利な価額にあたる」としてこれを差し止める仮処分を東京地方裁判所に申し立てた。同年6月1日に新株発行差止の仮処分が決定、確定した（東京地裁民事8部決定平成16年6月1日、平成16年(ヨ)第20028号、判例時報1873号159頁、第3次宮入バルブ事件）。
2004年6月には宮入バルブ製作所が松佳に対して短期売買益の返還を求める訴えを提起。これに対して、松佳が名誉毀損として損害賠償を請求するなど混迷を深めた。
2004年11月26日の臨時株主総会で宮入バルブ製作所の大山沢成社長（当時）ら取締役3人の解任動議が可決され、バナーズ側が経営権を掌握した。
2007年3月、バナーズが経営悪化したため、宮入バルブ製作所の株式を手放した。

## 沿革
- 1946年（昭和21年）- 個人事業として創業。
- 1949年（昭和24年）4月 - 株式会社宮入製作所として設立。
- 1960年（昭和35年）2月 - 株式会社エムエスバルブ製作所と改称。
- 1962年（昭和37年）12月 - 株式額面変更の目的で同名の株式会社エムエスバルブ製作所（旧・大丸金物株式会社）に合併。
- 1963年（昭和38年）9月 - 東京証券取引所第2部に上場。
- 1964年（昭和39年）5月 - 宮入バルブ販売株式会社を合併し、株式会社宮入バルブ製作所に改称。

## 工場
- 甲府工場（山梨県南アルプス市）